# Mōri Motonari

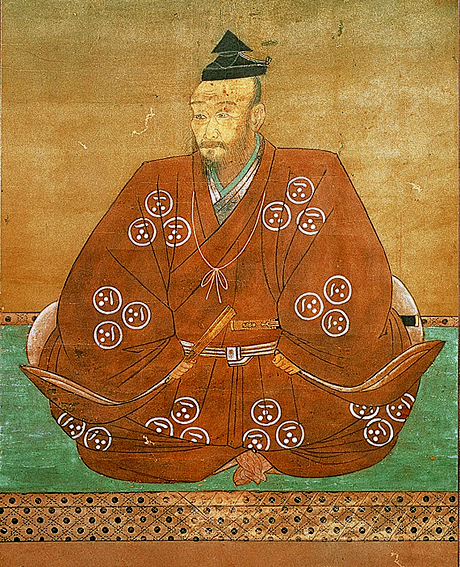
Mōri Motonari

Mōri Motonari (毛利 元就, 16. April 1497 – 6. Juli 1571) war ein bekannter Daimyō in der Region Chūgoku im Westen Japans während der Sengoku-Zeit des 16. Jahrhunderts. Er war als großer Stratege bekannt, der als kleiner lokaler Kriegsherr kleine Teile der Provinz Aki kontrollierte und die Macht seines Klans durch Krieg, Heiratspolitik und Intrigen auf fast die gesamte Region Chūgoku ausdehnte. Damit wurde er zu einem Paradebeispiel des Gekokujō, grob übersetzt Die Überwaltigung der Oberen durch die Unteren, in der Sengoku-Zeit.
Der Mōri-Klan führte seine Ursprünge auf Ōe no Hiromoto, einen Berater des ersten Shoguns von Japan, Minamoto no Yoritomo, zurück. Eingebettet zwischen den mächtigen Amago- und Ōuchi-Klans führte Motonari seinen Klan, indem er Krieg und Diplomatie sorgfältig ausbalancierte. Schließlich gelang es Motonari, beide zu besiegen. In seinen späteren Jahren übernahm er zudem die Provinz Bungo vom Ōtomo-Klan. Motonari regierte von der Burg Yoshida-Kōriyama, der Hauptbastion des Klans seit dem frühen 14. Jahrhundert.

## Frühes Leben und Kindheit
Mōri Motonari wurde am 16. April 1497 unter dem Namen Shōjumaru als zweiter Sohn seines Vaters Mōri Hiromoto in der Provinz Aki geboren, über seine Mutter ist lediglich bekannt, dass sie aus einer Familie des Fukubara-Klans kam. Seine Kindheit verbrachte er auf der Burg Suzuo.
Es gab Spannungen mit dem lokalen Zweig des Takeda-Clans und den Amago. 1499 fand sich Mōri Hiromoto dann vor einer drohenden Invasion des Amago-Klans aus Izumo wieder und verbündete sich daraufhin mit den Ōuchi. Zu der Zeit beteiligte sich der Kopf dieses Klans, Ōuchi Yoshioki, an der Kanonenbootpolitik von Kyoto und während seiner Abwesenheit konnten die Amago ihren Einfluss ausdehnen. Im Jahr 1500 war Motonaris Vater in einen weiteren Machtstreit verwickelt und beschloss seine Position als Kopf der Familie an Motonaris erst achtjährigen, älteren Bruder Mōri Okimoto zu übergeben, nachdem das Ashikaga-Shogunat Druck auf ihn ausgeübt hatte.
Okimoto übernahm dann die Burg Yoshida-Kōriyama, die wichtigste Festung des Klans. Motonari begleitete daraufhin seinen Vater zur Burg Surukake, da es üblich war, dass der Hauptsitz eines Klans nur vom entsprechenden Daimyō und seinen engsten Gefolgsleuten besetzt war.
In den Jahren 1501 und 1506 starben zuerst Motonaris Mutter und dann sein Vater an einer Alkoholvergiftung, als er gerade neun Jahre alt war. 1511 erreichte Motonari mit seinem Genpuku offiziell das Erwachsenenalter und erhielt damit seinen richtigen Namen: Mōri Motonari. Schließlich starb 1516 auch sein älterer Bruder mit 24 Jahren. Dessen Nachfolge wurde von seinem Sohn Komatsumaru angetreten, der jedoch noch ein Kleinkind war, weswegen Motonari ab da als Regent fungierte.

## Regentschaft

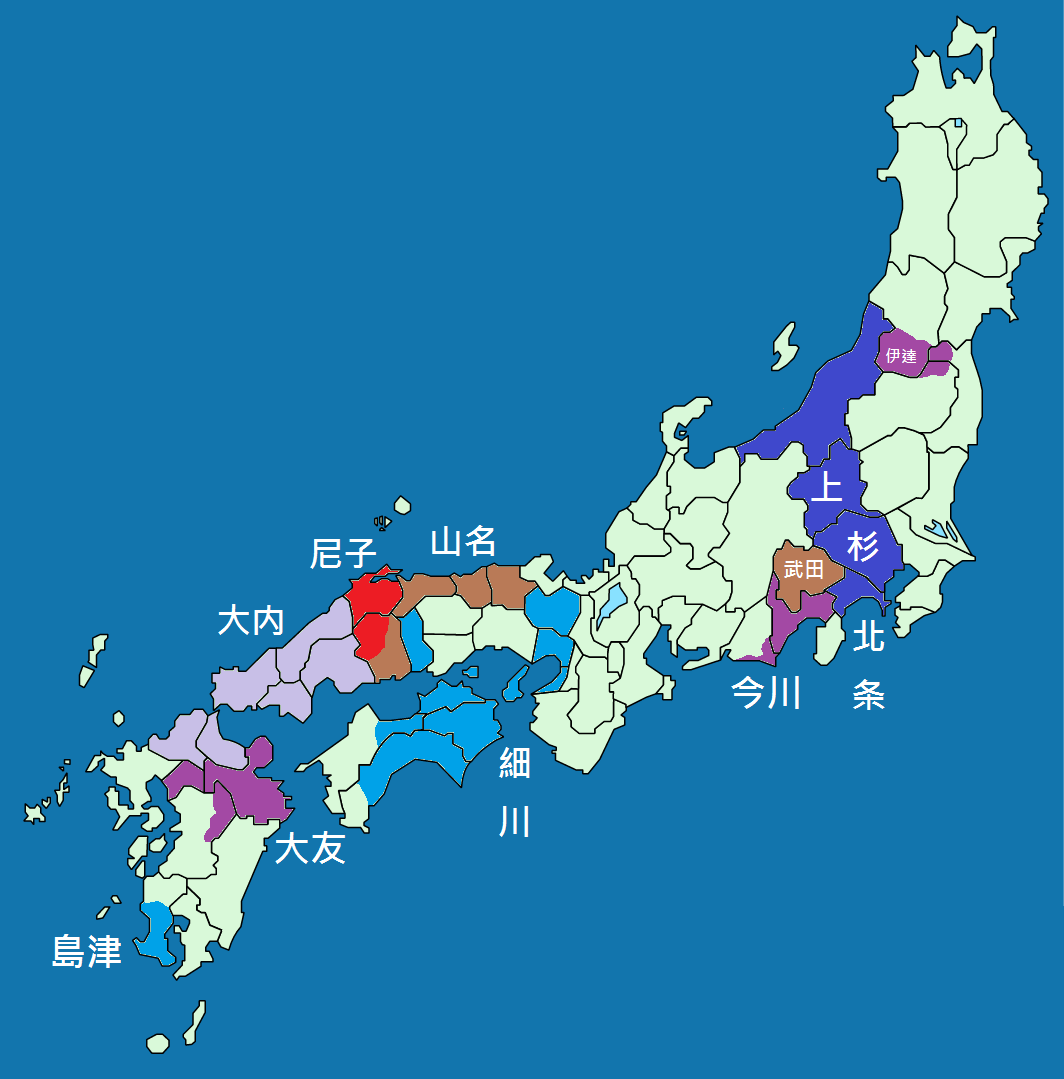
Japan um 1490, die Mōri sind so unbedeutend, dass sie nicht eingezeichnet sind. In Violett die Ōuchi und in Rot die Takeda.

Nach dem plötzlichen Tod seines Vaters und seines Bruders war der Mōri-Klan schwach und verwundbar. Der mächtigste Daimyō der Region, Takeda Motoshige nutzte die Situation aus, sammelte eine Armee von 5.000 Mann und rückte im Oktober 1517 in das Gebiet des Kikkawa-Klans, Verbündete der Mōri, rund um die Burg Arita vor. Auch der Amago-Klan begann seine Truppen zu mobilisieren. Ein paar Wochen später plünderte Motoshige direkt auf dem Territorium des Mōri-Clans. Daraufhin übernahm Motonari das Kommando über eine Entsatzarmee, um die Burg Arita von den vorrückenden Takeda-Streitkräften zu befreien.

### Schlacht von Arita-Nakaide
Hauptartikel: Schlacht von Arita-Nakaide
Da die meisten Streitkräfte des Ōuchi-Clans in Kyoto bei Ōuchi Yoshioki waren, konnten die Mōri sie nicht um Hilfe bitten und Motonari mobilisierte stattdessen nur seinen eigenen Klan. Insgesamt umfasste die Mōri Streitkraft zusammen mit dem Kikkawa-Klan etwa 1.000 Mann.
Auf dem Marsch nach Arita trafen die Mōri auf die Vorhut der Takeda, welche schon bald von deren Hauptstreitkraft unter Takeda Motoshige selbst verstärkt wurde. Die von den Mōri angeführten Streitkräfte waren zahlenmäßig stark unterlegen, gerieten ins Wanken und fielen auf ein nahegelegenes Flussufer zurück. Einer der feindlichen Kommandeure, Kumagai Motonao war in den vordersten Reihen und ermutigte seine Männer, als er von einem Pfeil getroffen und getötet wurde. Dies resultierte in Panik, wodurch die Takeda stark aufgerieben wurde. Motoshige selbst rückte zu Pferd über den Fluss vor, wurde aber ebenfalls von einem Pfeil getroffen und getötet, was den Wendepunkt der Schlacht markierte, die Takeda flohen und erlitten schwere Verluste.
Die Schlacht war der Beginn des Niedergangs des Takeda-Klans in Aki, welcher führerlos in einen Bürgerkrieg verfiel und damit die militärische Expansion der Mōri ermöglichte, welche nach und nach die Hälfte des Takeda Territoriums eroberten.

### Vasallisierung durch die Amago
Trotz des Sieges über die Takeda blieb der Amago-Klan eine große Bedrohung und die Mōri blieben eine weitgehend unbedeutende regionale Macht. Ab 1518 unternahm der Daimyō der Amago, Amago Tsunehisa eine Reihe von Überfällen auf das Land des schwächelnden Ōuchi-Klans was die Rückkehr von Ōuchi Yoshioki aus Kyōto zur Folge hatte. 1521 wurde ein formeller Friedensvertrag zwischen den beiden Clans unterzeichnet, der jedoch nur ein Jahr anhielt.
Um 1522 heiratete Motonari die Tochter von Kikkawa Kunitsune, diese Verbindung sicherte nicht nur das Bündnis mit dem Kikkawa-Klan, sondern brachte Motonari drei Söhne und damit einen Erben ein. Diese Bündnis konnte jedoch nicht bestehen als im darauffolgenden Jahr Tsunehisa in Aki einfiel, welches für die Ōuchi bisher ein willkommener Puffer zwischen ihnen und den Amago gewesen war. Um das Überleben seines Klans, der im größeren Konflikt der Ōuchi mit den Amago gefangen war, zu sichern unterwarf sich Motonari den Amago.
Motonari wurde sofort gegen die Burg Kagamiyama des lokalen Fusanobu-Klans, einem Verbündeten von Ōuchi Yoshioki, entsandt, während Tsunehisa selbst gegen die Burg Kanayama marschierte. Tsunehisa machte keine Fortschritte, aber Motonari war schließlich 1523 erfolgreich. Es kann sein, dass Tsunehisa auf Motonaris Talent und Expertise aufmerksam wurde und ihm misstrauisch gegenüberstand, denn von da an würde eine Kluft zwischen Tsunehisa und Motonari erwachsen.

## Aufstieg

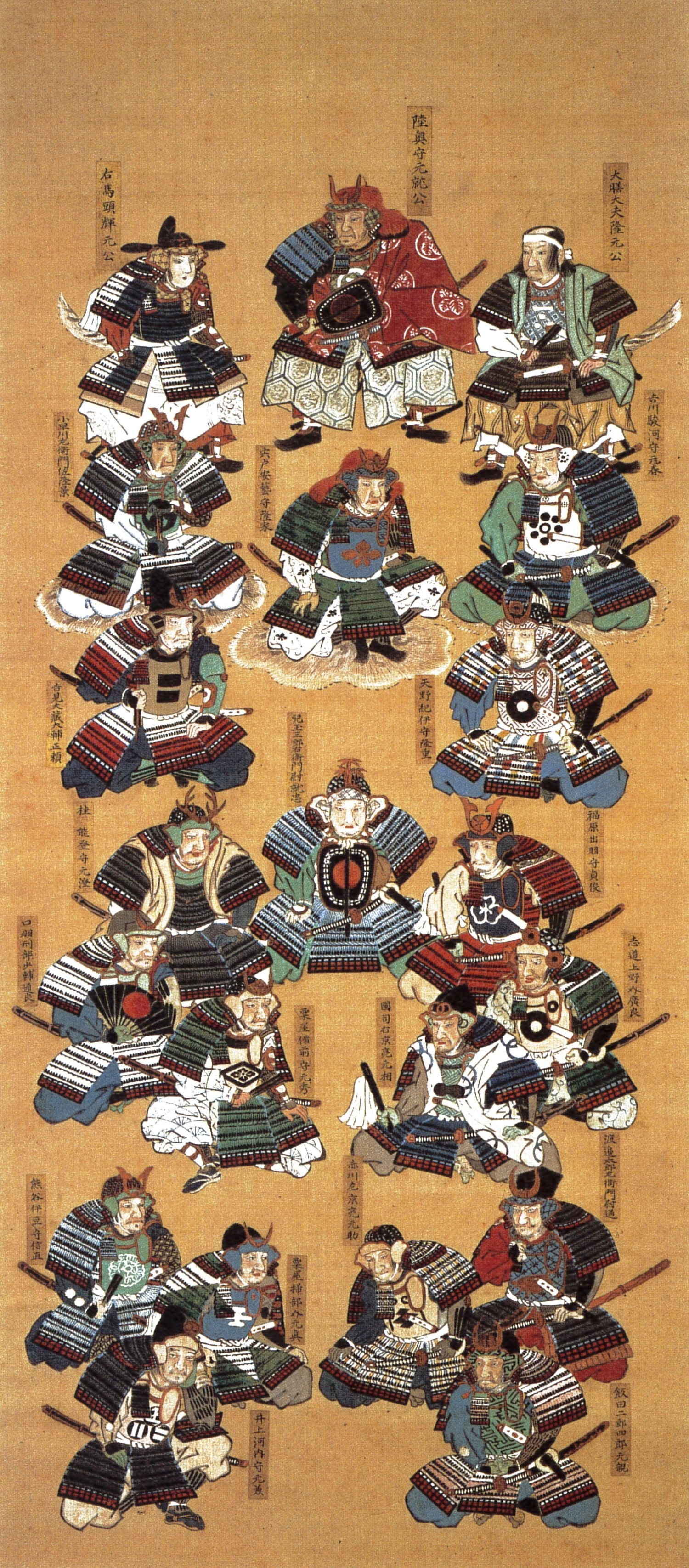
Motonari mit seinen Gefolgsleuten.

Im Juli 1523 starb Motonaris Neffe Komatsumaru, das nominelle Oberhaupt des Clans, unter mysteriösen Umständen im Alter von neun Jahren. Es gilt als wahrscheinlich, dass Motonari dessen Ermordung veranlasst hatte. Die hochrangigen Mōri-Vasallen trafen sich und beschlossen, Motonari die Führung anzubieten, welche er am 10. August annahm.

### Bürgerkrieg im Mōri-Klan
Einige der Vasallen waren jedoch anderer Meinung und als Motonari 1524 von seinem Lehensmann Katsura Hirozumi verraten wurde, war er gezwungen, ihn in einer offenen Feldschlacht nicht weit von der Burg Yoshida-Kōriyama zu besiegen. Ebenfalls 1524 erfuhr Motonari von einer Verschwörung, die von einem weiteren seiner Untergebenen, Sakagami Sosuke, angeführt wurde, um ihn zu ermorden und seinen Halbbruder Aiō Mototsuna als neuen Daimyō einzusetzen. Die Verschwörer wurden jedoch im April auf der Burg Funayama besiegt.

### Bruch mit den Amago
Zusammen mit den Familienproblemen um die Nachfolge wurden die Beziehungen zwischen Motonari und Amago Tsunehisa allmählich feindseliger. Im März 1525 beschlossen Motonari und mehrere andere lokale Daimyōs, die Seiten zu wechseln und zu den Ōuchi überzulaufen. Im Juni marschierte Ōuchi Yoshioki mit seinen neuen Verbündeten auf die Burg Kagamiyama des Amago-Klans und stürmte sie.
1529 starb Yoshioki und wurde von seinem Sohn Ōuchi Yoshitaka abgelöst. Amago Tsunehisa begann Verhandlungen mit Takahashi Okimitsu, einem Verwandten mütterlicherseits des verstorbenen Mōri Kōmatsumaru, der zuvor an der Verschwörung teilhatte Motonaris Halbbruder Aiō Mototsuna als Oberhaupt des Mōri-Clans einzusetzen. Motonari handelte schnell und zerschmetterte den Takahashi-Clan, was ihm ein weiteres großes Territorium in der Provinz Aki brachte. Motonaris älteste Tochter war jedoch eine politische Geisel des Takahashi-Clans und wurde deswegen hingerichtet.

### Konsolidierung und wachsende Bedrohung durch die Amago
Im Jahr 1533 war die Position der Mōri in Aki gesichert. Durch Diplomatie hatte Motonari mehrere lokale Daimyōs wie die Shishido, Kumagai und Amano unter seinem Banner versammelt. 1534 besiegte Motonari die lokalen Klans der Miya und Tagayama. Motonari knüpfte auch Verbindungen zu seinen ehemaligen Feinden, dem Takeda-Klan und schuf ein starkes Machtnetzwerk.
Schließlich begannen die Ōuchi und Amago, die Mōri erneut mit Misstrauen zu sehen. Die Amago hatten eindeutig kein Vertrauen in Motonari, da er sie verraten und ihre Verbündeten besiegt hatte. Die Ōuchi wurden auch misstrauisch gegenüber der wachsenden Macht der Mōri, so dass 1537 Motonaris ältester Sohn Mōri Takamoto als politische Geisel an den Ōuchi-Clan übergeben wurde.
1539 kämpfte Ōuchi Yoshitaka gegen den Ōtomo-Klan und den Shōni-Klan im Norden von Kyūshū, um die Kontrolle über das Gebiet zu erlangen. Im selben Jahr fiel die Burg Sato-Kanayama, die letzte Bastion des Takeda-Klans, nunmehr ein Vasall der Amago. Das Familienoberhaupt Takeda Nobuzane floh nach Wakasa, wo die Takeda eine Zweigfamilie hatten.
Amago Tsunehisa hatte sich 1540 nominell zurückgezogen und die Führung des Klans an seinen Enkel Haruhisa, auch bekannt als Akihisa, übergeben. Amago Haruhisa plante den Mōri-Klan und andere Ōuchi Vasallen zu zerstören und wollte Provinz Aki wieder vollständig unter die Herrschaft der Amago bringen.

### Belagerung von Yoshida-Kōriyama
Eine Streitkraft unter Amago Hisayuki erhielt die Aufgabe einen Mōri Verbündeten, den Shishido-Klan in Aki, zu beschäftigen und abzulenken, während Amago Haruhisa mit 30.000 Mann die Hauptbasis von Motonari, die Burg Yoshida-Kōriyama, angriff, die von 8.000 Mann verteidigt wurde.
Die Anfangsphase des Feldzugs begann im Juni 1540. Amago Hisayuki, sein Sohn Amago Masahisa und sein Neffe Kunihisa führten ihre Truppen an, um das Gebiet von Motonaris Verbündetem, dem Shishido-Klan, anzugreifen. Im August versammelte Amago Haruhisa seine Streitmacht in der Provinz Izumo, marschierte auf die Burg Yoshida-Kōriyama und errichtete in der Nähe ein Hauptquartier. Zu diesem Zeitpunkt waren dringende Hilfsersuchen an die Ōuchi in der Provinz Suō gesandt worden. Zwei Tage nach ihrer Ankunft starteten die Amago einen Angriff auf die Burg.
Die Entsatzarmee der Ōuchi, bestehend aus 10.000 Mann unter der Führung von Sue Takafusa verließ die Provinz Suō schließlich im November und hielt auf Miyajima an, um am Itsukushima-Schrein für einen Sieg zu beten, bevor sie in Aki landete und zur Burg marschierte. Sie kamen im Dezember 1540, vier Monate nach Beginn der Belagerung, vor der Festung an. Im folgenden Monat  kam es zu einer Reihe von ergebnislosen Gefechten und Scharmützeln zwischen den gegnerischen Armeen. Motonari verteidigte seine Burg unterdessen erfolgreich gegen die Sturmversuche der Amago.
In der Zwischenzeit traf die andere Amago-Truppe unter Amago Hisayuki ein, die die Shishido besiegt hatte. Das Lager der Amago wurde daraufhin in einem koordinierten Ausfall von den Mōri und Ōuchi angegriffen. In dem darauffolgenden Kampf wurde Amago Hisayuki von einem Pfeil getötet und die Amago erlitten schwere Verluste. Nach diesem Kampf entschieden sich die Amago, deren Versorgungslinien von der Entsatzarmee blockiert waren und da sie unter schlechter Moral litten, für den Rückzug. Die Mōri und Ōuchi verfolgten sie, wurden aber durch Schneefall behindert.
Als Folge der gescheiterten Belagerung übernahm Yoshitaka die Initiative und plante eine Feldzug in das Gebiet der Amago, welcher die Eroberung der Burg Toda zum Ziel hatte.

### Marsch auf Toda

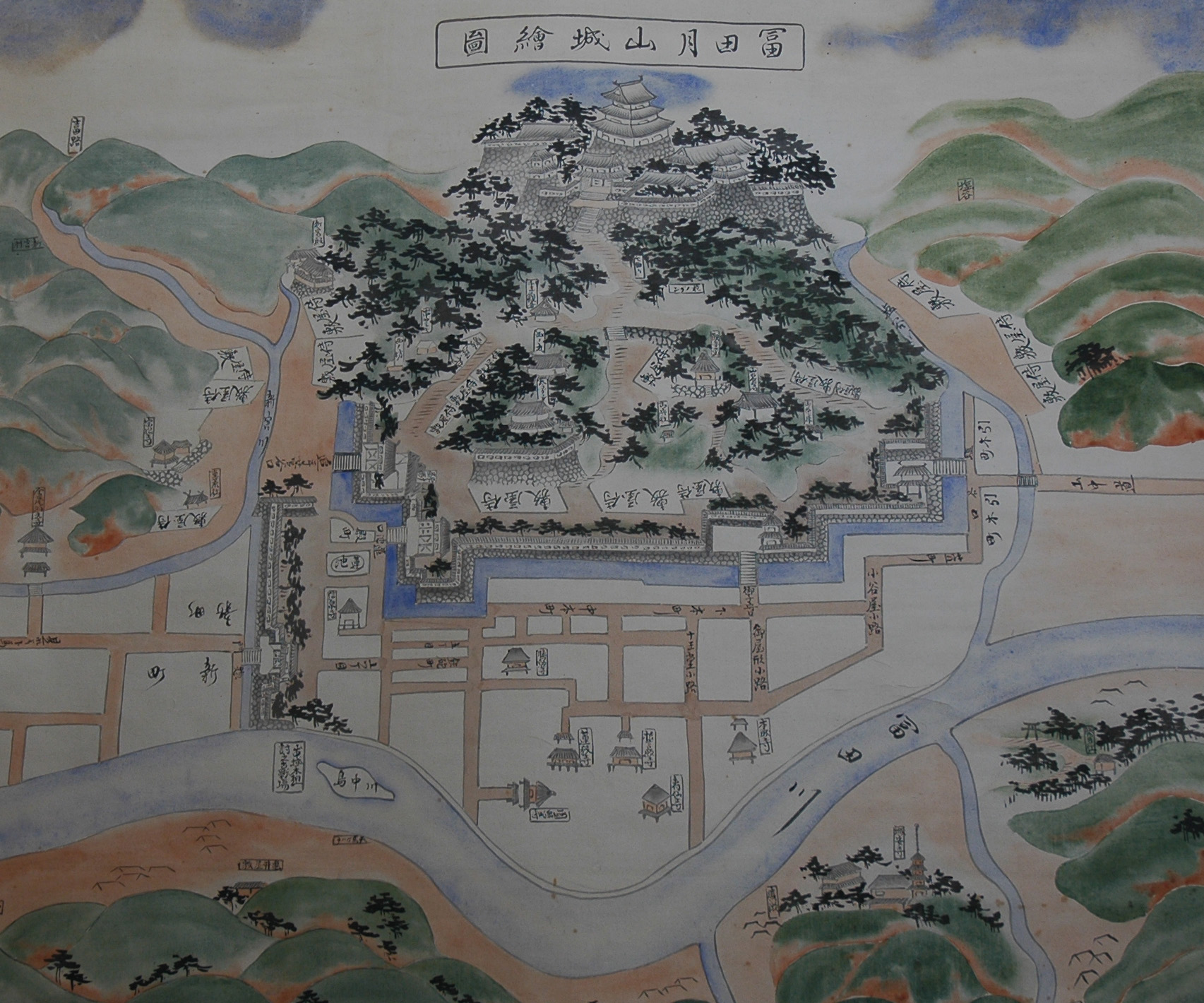
Alte Karte der Burg Toda.

Von 1542 bis 1543 folgte Motonari Ōuchi Yoshitaka bei dem Marsch auf die Burg Toda, jedoch wurden die Versorgungslinien immer wieder unterbrochen und der Daimyō des Kikkawa-Klans verriet die Position der Streitmacht an die Amago. Motonari umzingelte die Burg Toda, aber die Ōuchi-Truppen zogen sich zurück, ohne Motonari zu benachrichtigen. Während des Rückzugs verlor Motonari fast sein Leben, aber sein General Watanabe Hajime deckte Motonaris Flucht mit der Nachhut. Motonari kehrte sicher in die Provinz Aki zurück. Infolge des Feldzugs wurde der Ōuchi-Klan, aufgrund großer Verluste durch Hinterhalte auf dem Rückzug, stark geschwächt.

### Heiratspolitik und Ausdehnung des Einflusses
Im Jahr 1544 griff eine Streitmacht von Amago Haruhisa, der die Initiative zurückerlangt hatte, den Miyoshi-Clan in der Provinz Bingo an. Motonari entsandte eine Armee gegen Haruhisa, die aber zum Rückzug gezwungen wurde. Danach kam es in dem bereits Jahrzehnte andauernden Stellvertreterkrieg zwischen den Amago und den Ōuchi schließlich zu einer Patt-Situation was Motonari wertvolle Zeit zur Konsolidierung gab.
1547 arrangierte Motonari eine Heirat seines zweiten Sohns, Shōnojirō, in den Kikkawa-Clan. Shōnojirō nahm den Namen Kikkawa Motoharu an. Das Oberhaupt des Clans, Kikkawa Okitsune, war derselbe Daimyō der das Bündnis mit den Mōri beim Marsch auf Toda gebrochen hatte. Motonari reagierte, indem er Okitsune über die Unterstützer seines Sohnes im Kikkawa-Klan unter Druck setzte, ebendiesen zu adoptieren. Im Jahr 1550 wurde Okitsune schließlich gezwungen, sich zurückzuziehen, woraufhin Motoharu zum Daimyō des Kikkawa-Klans wurde, der somit unter der Befehlsgewalt Motonaris stand.
Motonari griff auch in die Nachfolge des Kobayakawa-Clans ein. Sein Sohn Kobayakawa Takakage war bereits durch eine Heirat Oberhaupt eines Zweiges des Clans, der Numata. Der andere Zweig, die Takehara, hatte ihren Daimyō bei dem Marsch auf Toda verloren, und das neue Oberhaupt, Kobayakawa Shigehira, war jung und an einer Augenkrankheit erblindet. Dies nutzte Motonari und 1550 wurde Takakage auch Daimyō des Takehara-Zweigs und fusionierte die beiden Zweige des Clans. Mit dieser Aktion stand auch der Kobayakawa-Klan unter Motonaris Kontrolle.
Ebenfalls 1550 versammelte sich Motonari mit seinen Söhnen und deren respektiven Klans zu einer Besprechung in Yamaguchi. Die Vasallen von Ōuchi Yoshitaka, Sagara Taketō und Sue Takafusa, waren angesichts der Patt-Situation mit den Amago und ihren Vasallen in einen Streit über das weitere Vorgehen verwickelt. Nach seiner Niederlage bei der Belagerung der Burg Toda hatte Ōuchi Yoshitaka sich ins Privatleben zurückgezogen, was für Unstimmigkeiten und Unsicherheit sorgte.
Motonari kam erst nach drei Monaten zur Burg Yoshida-Kōriyama zurück. Einer seiner Gefolgsleute, Inoue Motokane, war das Oberhaupt des Inoue-Klans der nominell dem Mōri-Clan diente. Er hielt die Burg Tenjinyama, welche sich südlich von Motonaris Burg Yoshida-Kōriyama befand. Als Motokane militärisch und wirtschaftlich immer mächtiger wurde, begann er, die Führung von Motonari auf die Probe zu stellen, welche er in dessen Abwesenheit offen kritisierte. Bei seiner Rückkehr zwang Motonari Inoue Motokane und viele Mitglieder seines Haushalts, aufgrund der Kritik an seiner Führung, Seppuku zu begehen, eine Tat, die die Stellung der Mōri als Akis mächtigster Klan sicherte.
Zu diesem Zeitpunkt hatte Motonari nun die Provinz Iwami, durch seinen Sohn im Kikkawa-Klan, die Provinz Bingo, durch die Kontrolle über den Kobayakawa-Klan, und die Provinz Aki unter seiner Kontrolle.

## Sturz der Ōuchi
Die Ōuchi waren seit dem desaströsen Toda Feldzug in einer tiefen Krise. Auch das treffen in Yamaguchi 1550 konnte die Konflikte innerhalb der Ōuchi und zwischen ihren Vasallen nicht lösen, stattdessen drohte die Situation zu eskalieren. Sue Takafusa verließ gekränkt Yamaguchi und kehrte in seine eigene Domäne zurück. Dort versammelte er einige Truppen in seinen Burgen Tomita und Wakayama und bereitete einen Aufstand gegen seinen Herrn vor.

### Tainei-ji Putsch
1551 revoltierte Sue Takafusa im Tainei-ji Putsch schließlich gegen Ōuchi Yoshitaka und zwang ihn, Seppuku zu begehen. Takafusa änderte bei dieser Gelegenheit seinen Namen in Harukata und setzte den nächsten Daimyō des Klans, Ōuchi Yoshinaga, ein, führte aber effektiv den Ōuchi-Clan und seine Armeen an, die auf eine militärische Expansion bedacht waren.
Die unmittelbare Reaktion auf Sues Rebellion ist unbekannt, aber in den nächsten Jahren leistete Motonari dem neuen Herrn der Ōuchi einen Schwur. Keiner der Krieger scheint dem anderen vertraut zu haben, und ein Konflikt zwischen den beiden war vielleicht unvermeidlich. Motonari wartete jedoch seine Zeit ab. Er erweiterte die Mōri-Präsenz in der Provinz Bingo und stärkte seine Beziehungen zu den Murakami, einer Familie die im Wesentlichen eine Piratenorganisation war. Motonaris Bündnis mit Murakami Torayasu würde sich für die kommenden Jahre auszahlen.

### Schlacht von Miyajima

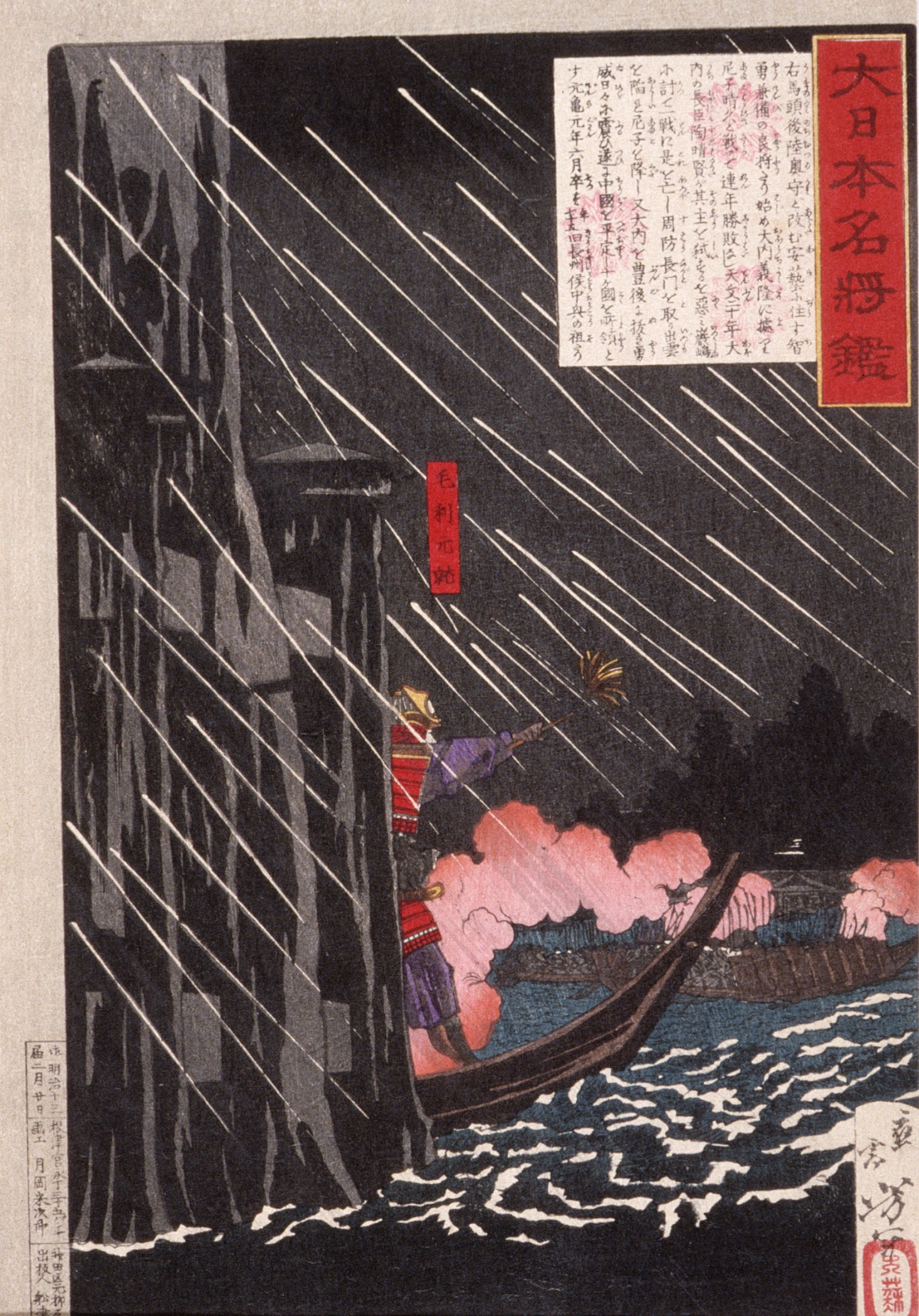
Aufbruch der Flotte während des Gewitters.

1554 ließ Motonari alle Vorwände fallen und löste sich von den Sue, was letztere dazu veranlasste, eine große Armee von bis zu 30.000 Mann zu sammeln. Motonari war zwar stark, konnte aber kaum die Hälfte aufbringen. Nichtsdestotrotz war er in der Anfangsphase des Konflikts erfolgreich, als er im Juni Sue-Truppen bei Oshikihata besiegte. Die Sue ihrerseits unternahmen keine großen Schritte gegen die Mōri, und mit dem Ende des Jahres wurde Motonari etwas Luft zum Atmen eingeräumt.
Im Frühsommer 1555 bedrängten die Sue erneut Motonari. Harukata war keineswegs ein schlechter Stratege, und die Gefahr, dass seine Gefolgsleute und Verbündeten die Mōri verlassen würden, veranlasste Motonari zu einem unorthodoxen Plan. Sein Plan beinhaltete Miyajima, die Heimat des Itsukushima-Schreins und ein Ort, den Kämpfer traditionell aus religiösen Gründen gemieden hatten. Der Vorschlag, diesen strategisch günstig vor der Aki-Küste im Binnenmeer gelegenen Ort zu besetzen, kam tatsächlich von Mōris Generälen. Natürlich würde eine solche Taktik von Harukata verlangen, entsprechend zu handeln, und so gab Motonari sofort den Befehl, Miyajima zu besetzen und eine Festung ganz in der Nähe des Itsukushima-Schreins zu errichten. Im September landeten die Sue mit dem Großteil ihrer Armee auf Miyajima und griffen die absichtlich schwachen Widerstand leistenden Verteidiger der Burg Miyao an. Als die Insel gesichert war, errichtete Sue Befestigungen und schlug sein Lager auf.
Mōri setzte seine Strategie um. Er sammelte seine Marine, bestehend aus den Murakami Schiffen, und machte sich auf den Weg, um Sue auf Miyajima zu überraschen. Am 1. Oktober, nach Einbruch der Dunkelheit und in einem heftigen Gewitter, stachen Motonari und seine Söhne in See. Als Ablenkung segelte Kobayakawa Takakage direkt an den Sue-Stellungen vorbei, während Motonari, Takamoto und Kikkawa Motoharu im Osten und außer Sichtweite landeten. Takakage kehrte um, landete im Morgengrauen und griff das Sue-Lager an. Motonari griff dann die verwirrten Sue-Truppen von hinten an, das Ergebnis war ein totaler Sieg Motonaris, weswegen Sue Harukata Selbstmord beging. Viele seiner Truppen folgten ihm und für Motonari war die Schlacht absolut entscheidend. Bis 1557 wurde Ōuchi Yoshinaga zum Selbstmord gezwungen, und die Territorien der Sue und Ōuchi erobert.

## Sturz der Amago

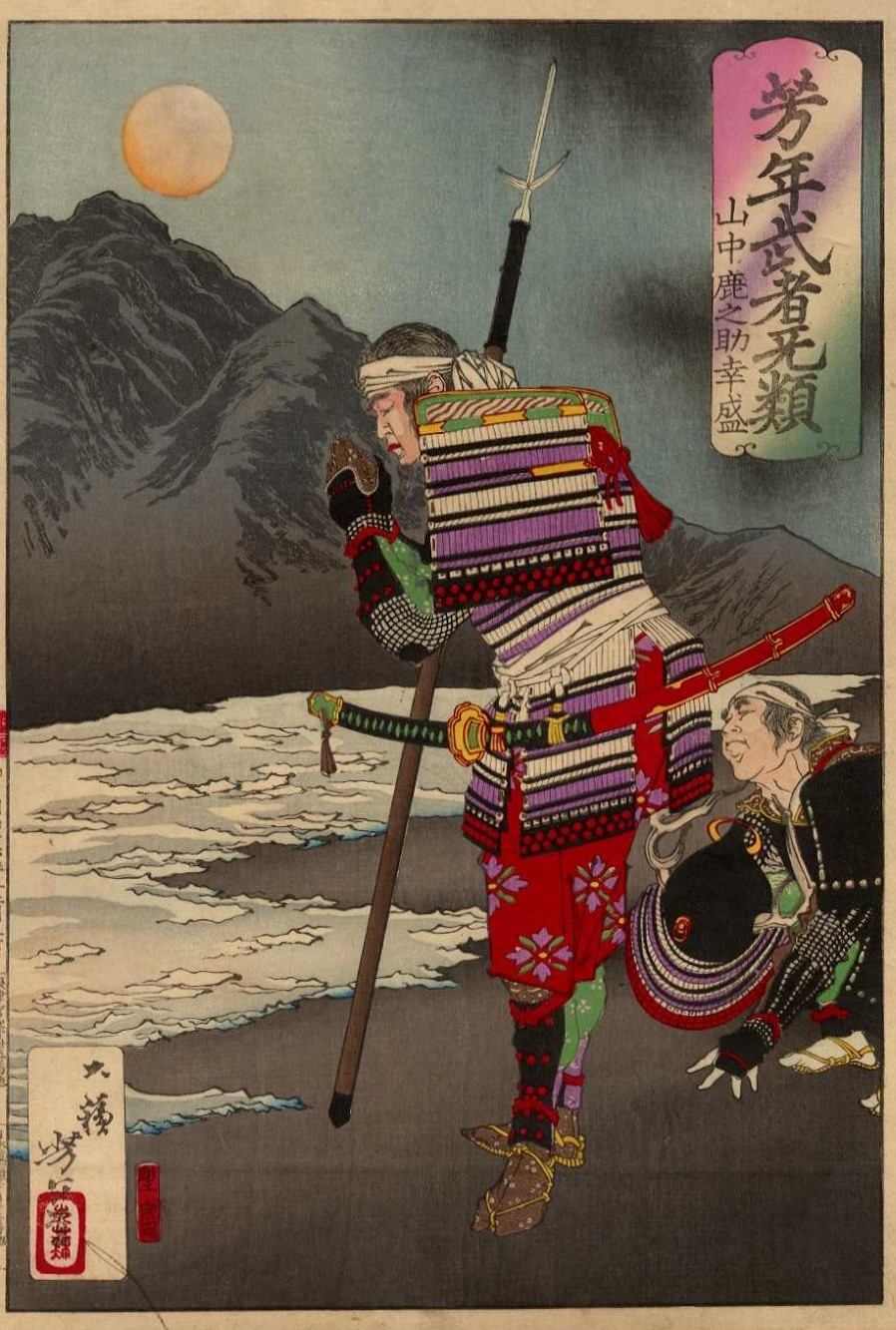
Amago Shikanosuke, Mitglied des Amago-Klans betet. Ich würde lieber alle möglichen Schwierigkeiten selbst ertragen, als den Clan meines Herrn in den Ruin stürzen zu sehen.

Die nächsten fünf Jahre war Motonari damit beschäftigt, die neu erworbenen Ōuchi-Gebiete zu organisieren. Darüber hinaus begann eine Reihe von Kämpfen mit dem mächtigen Ōtomo von Kyushu über die Burg Moji, eine wichtige Festung an der äußersten Nordspitze der Provinz Buzen. Moji wechselte mehrere Male den Besitzer, bis es schließlich 1561 von Takamoto gesichert wurde.
Auch die Amago, waren alles andere als bereit, ihre eigenen Träume von der Hegemonie in der Region aufzugeben und trotzten weiterhin den Mōri. Doch im Januar 1561 starb Amago Haruhisa und hinterließ seinen weniger begabten Sohn Yoshihisa, um den Kampf fortzusetzen. Haruhisa hatte nicht viel getan, um Yoshihisa auf den Kampf vorzubereiten. Jahre zuvor hatte Haruhisa den Tod seines Onkels Kunihisa angeordnet und seitdem bis zu seinem Tod wenig getan, außer die Môri in Iwami und Bingo zu stören und einen letztendlich fruchtlosen Pakt mit den Ōtomo zu schließen.

### Zweiter Marsch auf Toda
Motonari verschwendete wenig Zeit Haruhisas Tod auszunutzen. 1562 wurde Iwami eingenommen und ein Feldzug eingeleitet, die darauf abzielte, die Burg Toda von ihren Versorgungsleitungen abzuschneiden. Motonari führte 25.000 Mann im Frühjahr 1564 zur Amago-Festung. Amago Yoshihisa war zahlenmäßig stark unterlegen und dem Hungertod ausgesetzt, dennoch gelang es Yoshihisa, einen Angriff im April zu widerstehen, der Motonari einige Verluste beifügte und ihn zwang sich zurückziehen, um sich neu zu organisieren. Im September 1565 kehrte Motonari zurück und beschloss diesmal, Toda auszuhungern. Schließlich ergab sich Yoshihisa im Januar 1566. Zur Überraschung aller Beteiligten, einschließlich Yoshihisa selbst, verschonte Motonari dessen Leben und erlaubte ihm als Mönch zu leben.

## Tod
Motonari litt in der ersten Hälfte der 1560er Jahre an einer Krankheit. Es scheint, dass sich sein körperlicher Zustand vorübergehend verbesserte und 1567 wurde sein letzter Sohn Kadokikumaru geboren, der später als Kobayakawa Hidekane bekannt wurde.
Mōri Motonari starb am 14. Juni 1571 im Alter von 74 Jahren auf der Burg Yoshida-Kōriyama. Die Todesursache soll sowohl Speiseröhrenkrebs als auch hohes Alter sein.

## Vermächtnis und Kultur

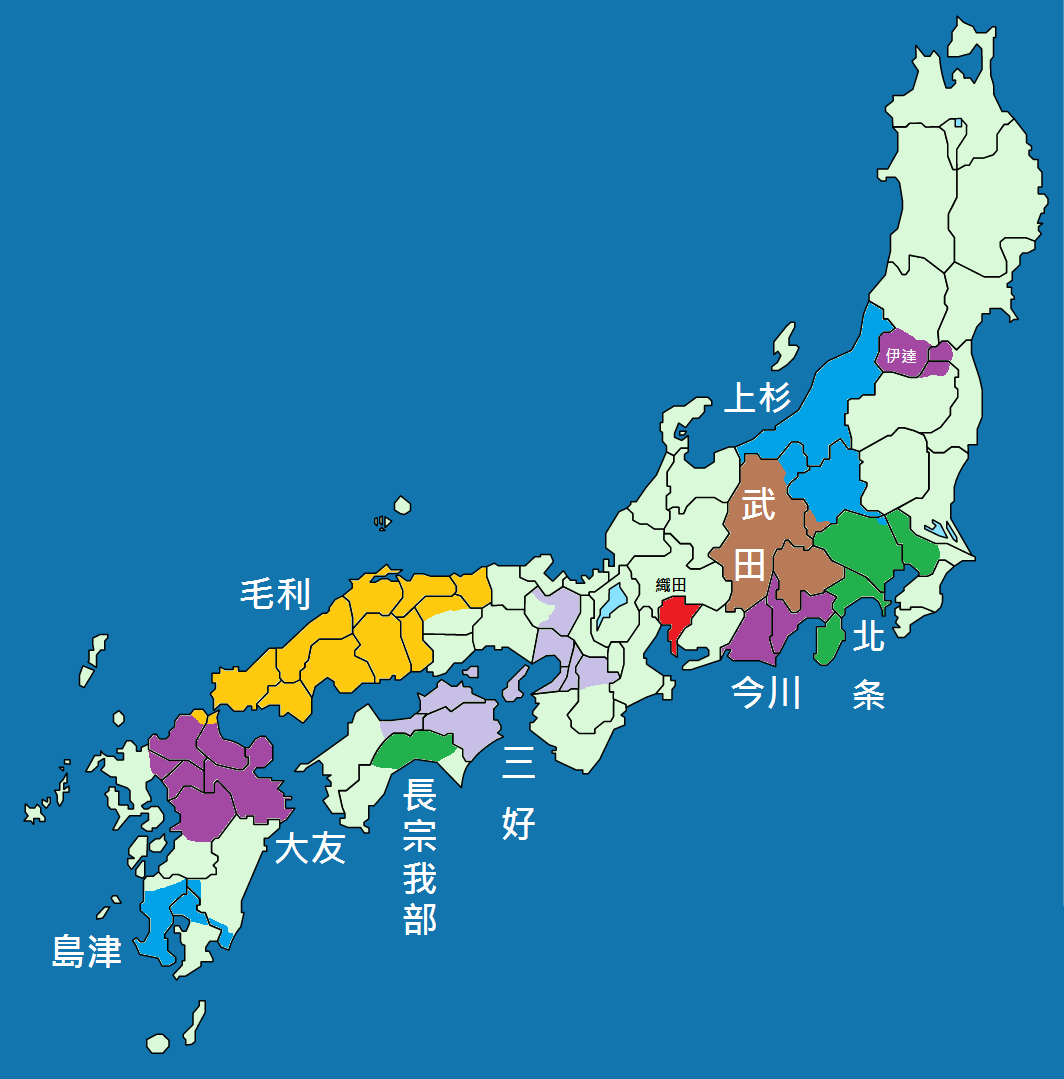
Japan beim Tod Motonaris. Die Mōri in gelb. Eine extreme Expansion im Vergleich zur Geburt Motonaris um 1490.

Motonari gilt als einer der größten japanischen Kriegsherren der Mitte des 16. Jahrhunderts. Unter seiner Führung dehnten sich die Mōri von einigen Distrikten in der Provinz Aki aus, um über zehn der elf Provinzen der Region Chūgoku zu herrschen.
Motonari hatte tatsächlich sechs weitere Söhne, von denen zwei im Kindesalter gestorben zu sein scheinen. Zu den anderen gehörten Motoaki, Motokiyo, Motomasa und Hidekane.
Shiji Hiroyoshi, Kuchiba Michiyoshi, Kumagai Nobunao, Fukubara Sadatoshi, Katsura Motozumi, Kodama Naritada, Kokushi Motosuke, Hiraga Hirosuke und Ichikawa Tsuneyoshi unterstützten Mōri Motonari bei seiner Herrschaft. Seine größten Generäle waren jedoch seine eigenen Söhne.
Motonari war nicht nur ein begabter General, sondern auch ein bekannter Dichter und Förderer der Künste. Fragmente von Briefen seines Enkels Mōri Terumoto beschreiben Motonari als „Einen strengen und anspruchsvollen Mann mit einem scharfen Auge“. Sein Nachfolger wurde sein Enkel Terumoto, der Sohn des verstorbenen Takamoto.
Er ist am besten für ein Ereignis in Erinnerung geblieben, das wahrscheinlich nie stattgefunden hat – die „Lektion der drei Pfeile“. In diesem Gleichnis gibt Motonari jedem seiner Söhne einen Pfeil zum Zerbrechen. Dann gibt er ihnen drei gebündelte Pfeile und weist darauf hin, dass zwar einer leicht gebrochen werden kann, aber nicht so drei vereint wie einer. Diese Legenden lernen japanische Kinder noch heute in der Schule. In Japan ist Motonari eine beliebte kulturelle und historische Persönlichkeit und genießt große Bekanntheit.